# Stora Hammars landskommun
Stora Hammars landskommun var en tidigare kommun i dåvarande Malmöhus län.

## Administrativ historik
Kommunen bildades i Stora Hammars socken i Skytts härad i Skåne när 1862 års kommunalförordningar trädde i kraft. 
Vid kommunreformen 1952 uppgick kommunen i Rängs landskommun som uppgick 1974 i Vellinge kommun.

## Politik

### Mandatfördelning i Stora Hammars landskommun 1946
| 9 | 7 |

| 15 |